# Trupanea denotata
Trupanea denotata
 es una especie de insecto díptero que Hardy describió científicamente por primera vez en el año 1980.
Esta especie pertenece al género Trupanea de la familia Tephritidae.